# Kostel svatého Martina (Domoušice)
Kostel svatého Martina je římskokatolický farní kostel v obci Domoušice v okrese Louny zasvěcený svatému Martinovi. Od roku 1964 je chráněn jako kulturní památka. Postaven byl v roce 1754 v pozdně barokním slohu.

## Stavební podoba
Jednolodní kostel má obdélný půdorys. Na východní straně ho uzavírá polokruhově ukončený presbytář, k jehož jižní straně je připojen patrový přístavek se sakristií v přízemí a oratoří v prvním patře. Do oratoře vede vnější dřevěné schodiště. Na protilehlé straně na presbytář navazuje čtvercová kaple Božího hrobu. Dominantou kostela je západní průčelí s lizénovými rámci a zaoblenými nárožími. V horní části ho zakončuje štít s pilastry, křídlatými zdmi a trojúhelníkovým nástavcem. Lizénové rámce se uplatňují také na ostatních zdech včetně obou přístavků. V západní části plochostropé lodi stojí na dvou pilířích kruchta. Loď od presbytáře odděluje segmentový vítězný oblouk s výklenkem na jižní a vchodem na kazatelnu na severní straně. Presbytář je zaklenutý valenou klenbou s lunetami, která v závěru přechází v konchu. Valená klenba je použita také v kapli Božího hrobu a sakristie má klenbu křížovou.

## Zařízení
Rokokové zařízení tvoří hlavní oltář s novodobým obrazem patrona, dva boční oltáře zasvěcené Panně Marii a svatému Janu Nepomuckému a křtitelnice. Všechny tři oltáře zdobí oválné obrazy světců z poloviny osmnáctého století.

## Okolí kostela

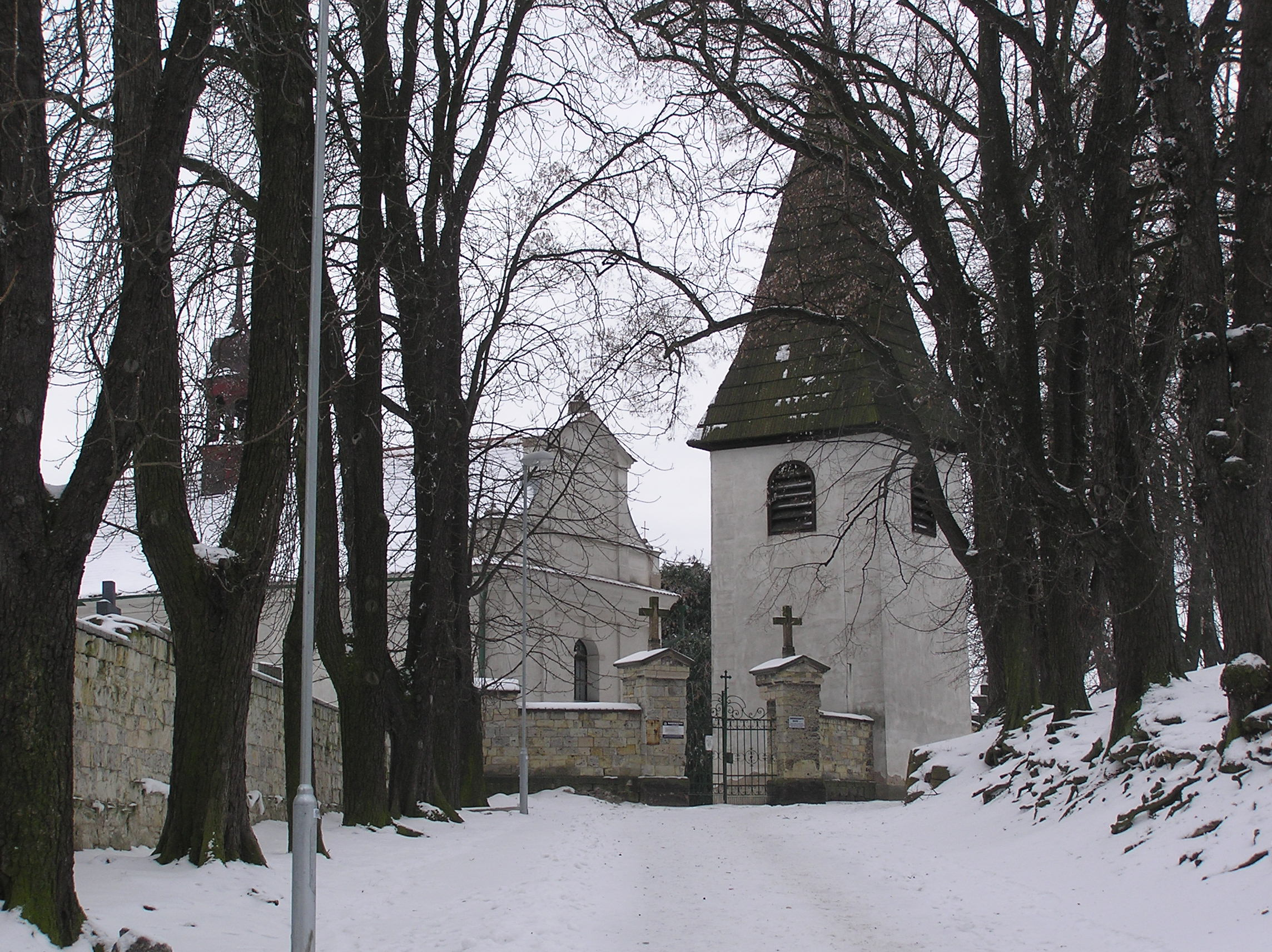
Zvonice a kostel v Domoušicích

Kostel je obklopen hřbitovem obehnaným zdí. Před západním průčelím kostela stojí také čtverhranná kamenná zvonice s půlkruhově klenutým vstupem a velkými zalomenými okny. U ohradní zdi jsou dvě výklenkové kapličky ze druhé poloviny osmnáctého století. Jejich průčelí zdůrazňují vždy dva pilastry a trojúhelníkový štít.